# NGC 2440
NGC 2440 je planetna maglica u zviježđu Krmi. 

## Vanjske poveznice
- SEDS: NGC 2440